# Època dels quarks
En cosmologia física, l'època dels quarks fou el període de l'evolució del jove univers en què les forces fonamentals de la gravetat, l'electromagnetisme, la força forta i la força feble havien assumit la seva forma actual, però la temperatura de l'univers encara era massa elevada perquè els quarks s'unissin per formar hadrons. L'època dels quarks comença aproximadament 10-12 segons després del big-bang, quan s'acabà l'anterior època electrofeble quan la força electrofeble es dividí en la força feble i l'electromagnetisme. A l'època dels quarks, l'univers estava ple d'un dens i calent plasma de quarks i gluons que contenia quarks, leptons i les seves respectives antipartícules. Les col·lisions entre partícules eren massa energètiques perquè els quarks es combinessin en mesons o barions. L'època dels quarks s'acabà quan l'univers tenia l'edat de 10-6 segons, quan l'energia mitjana de les interaccions entre partícules caigué per sota de l'energia d'enllaç dels hadrons. El període posterior, quan els quarks quedaren confinats dins d'hadrons, és conegut com l'època hadrònica.